# Typhlodromus persicus
Typhlodromus persicus är en spindeldjursart som beskrevs av Gupta 1992. Typhlodromus persicus ingår i släktet Typhlodromus och familjen Phytoseiidae. Inga underarter finns listade i Catalogue of Life.